# Station Wandsworth Road
Wandsworth Road is een spoorwegstation van National Rail in Lambeth in Engeland. Het station is eigendom van Network Rail en wordt beheerd door Southern. 

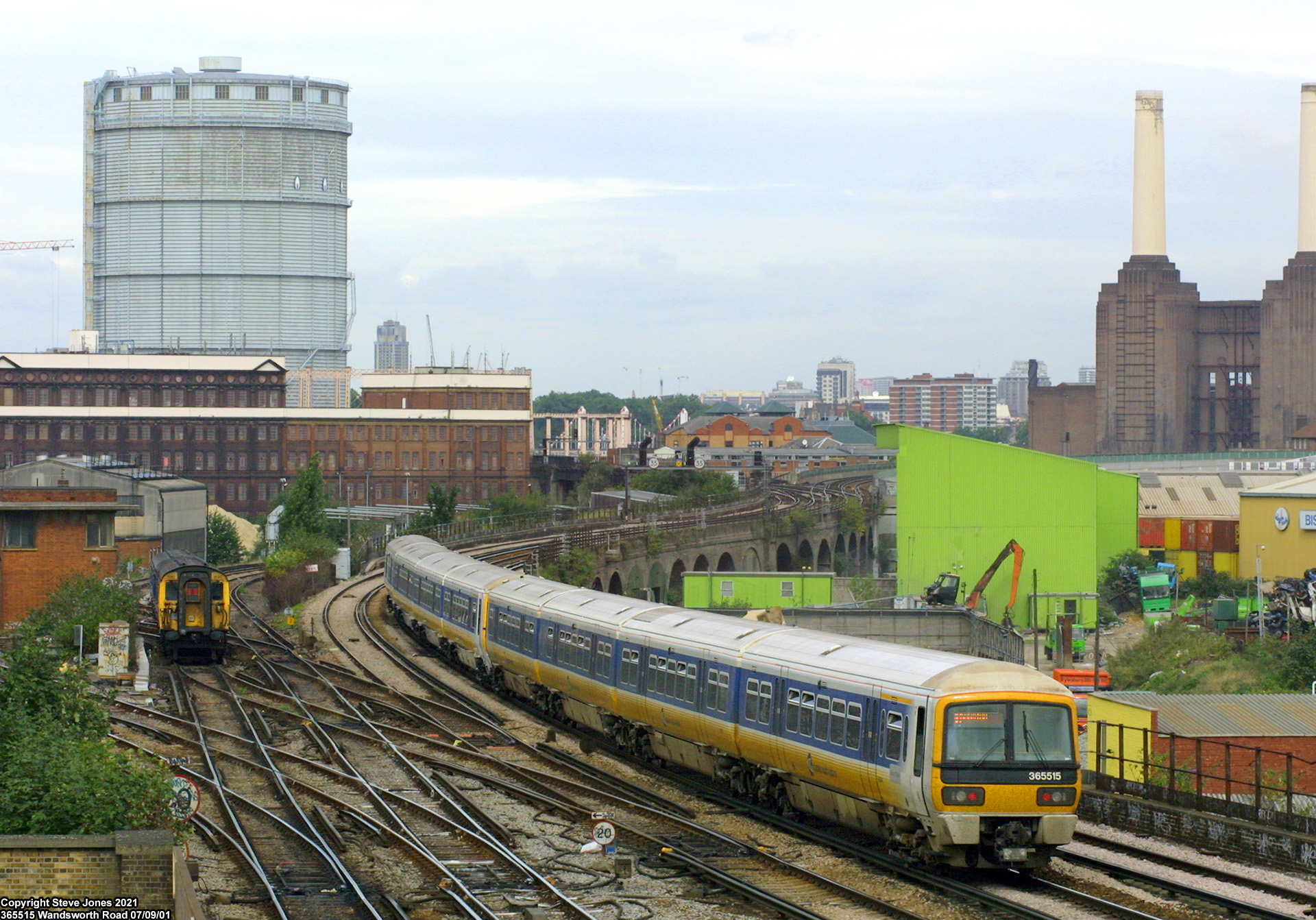
Treinen bij station Wandsworth Road, op de achtergrond Battersea Power Station, 2001